# Koninklijk Instituut voor Taal-, Land- en Volkenkunde

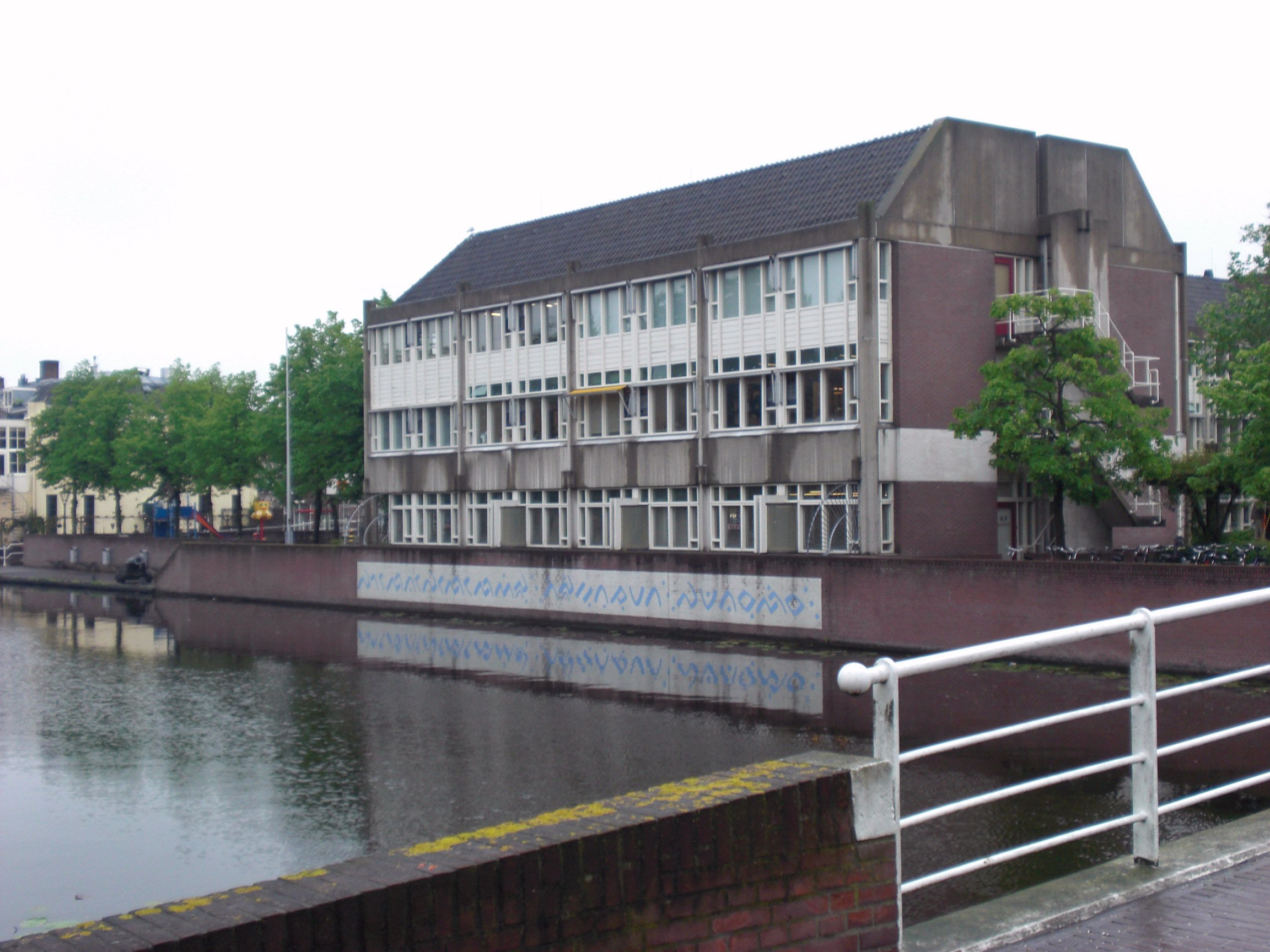
KITLV-gebouw in Leiden

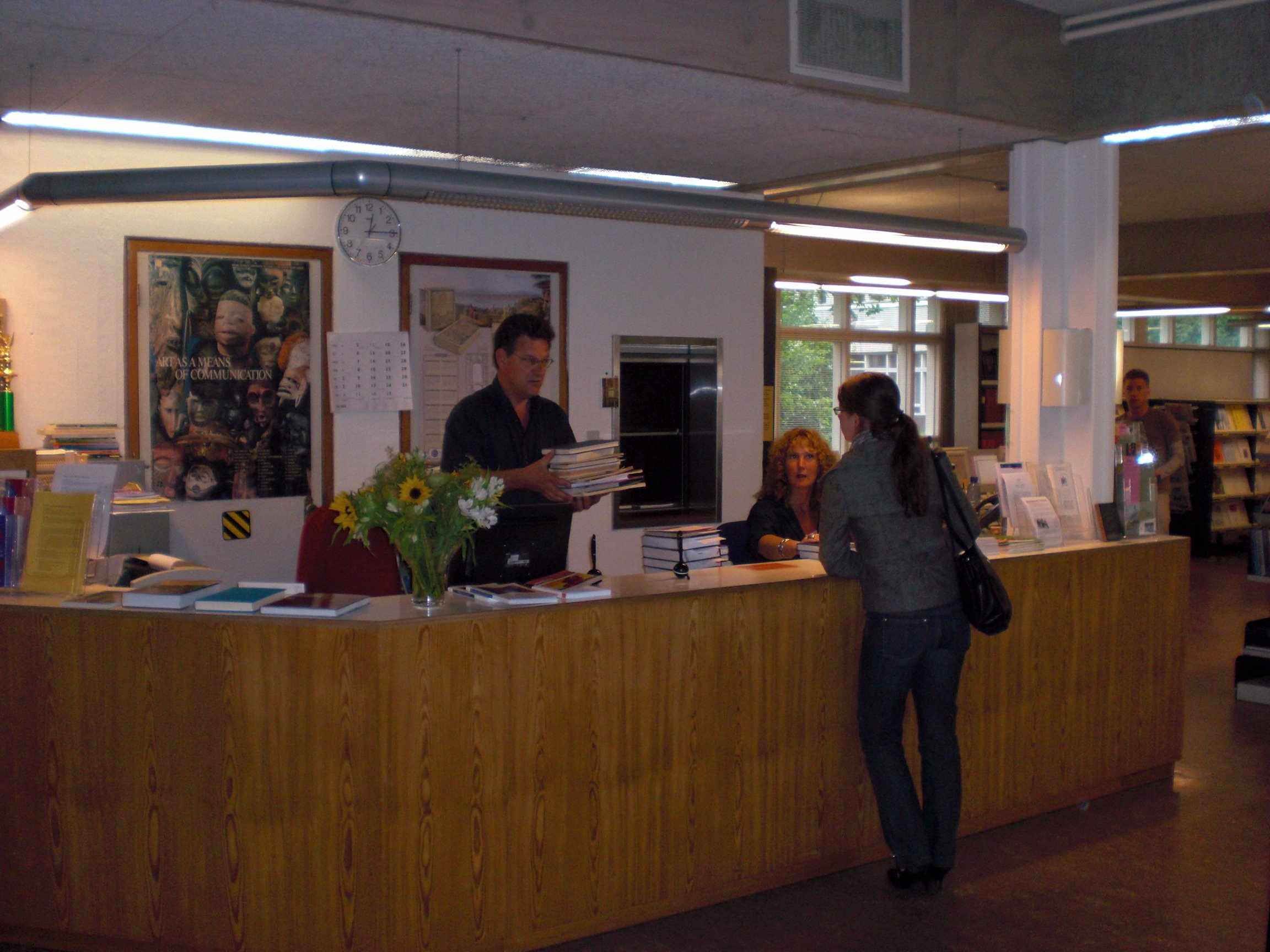
Uitleenbalie van het KITLV

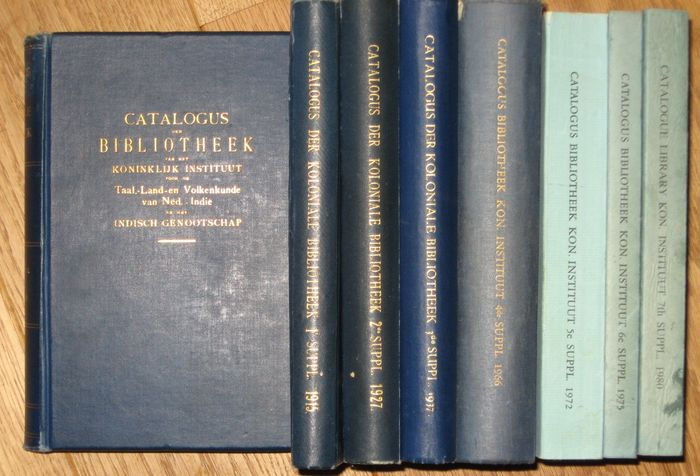
Catalogi van de Koloniale Bibliotheek

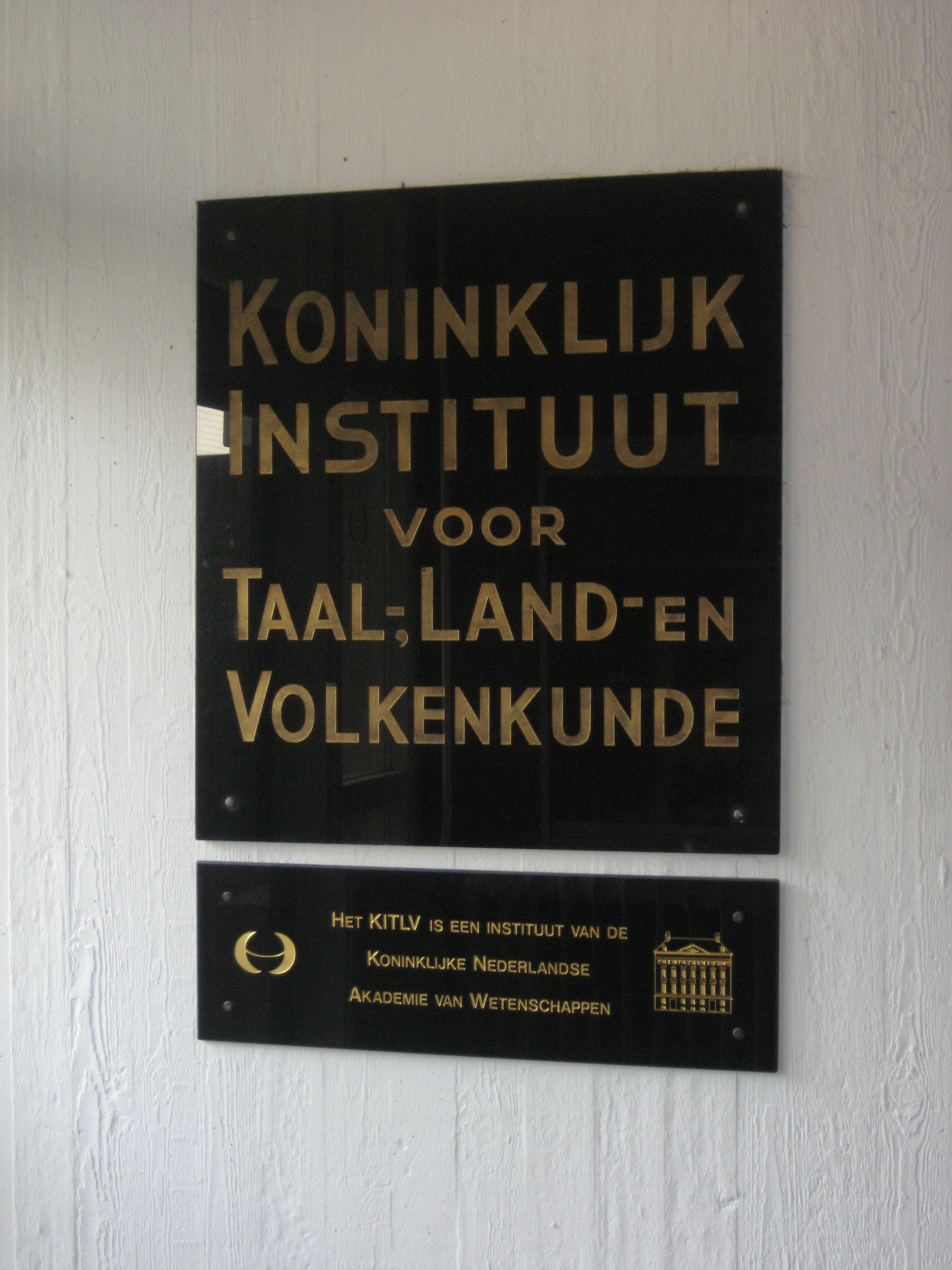
Naamplaquette

Het Koninklijk Instituut voor Taal-, Land- en Volkenkunde (KITLV) is een onderzoeksinstituut in de Nederlandse stad Leiden. Het bevordert en voert wetenschappelijk onderzoek uit over Zuidoost-Azië (in het bijzonder Indonesië), over het Zuidzeegebied en het Caraïbisch gebied (in het bijzonder Suriname, Aruba en de Nederlandse Antillen) en richt zich daarbij op onder andere de volgende terreinen: antropologie, taalkunde, geschiedenis en sociale wetenschappen. Het KITLV is sinds 2001 een instituut van de Koninklijke Nederlandse Akademie van Wetenschappen (KNAW).
Het KITLV houdt zich bezig met verschillende projecten, zoals over de politiek en economie in de Indonesische provincie, postkoloniale migratiestromen, de geschiedenis van Suriname en economische ontwikkeling van Zuidoost-Azië en Afrika. Daarnaast is er het project ‘The Atlantic World and the Dutch, 1500-2000’ (AWAD) over de Nederlandse koloniale aanwezigheid en de gevolgen hiervan, waarvan een digitale gids een van de resultaten is. Het project ‘Indisch Knooppunt’ creëert een onderzoeksgids en een interviewcollectie over de Indische geschiedenis.
Het KITLV voert zelf grote projecten uit in samenwerking met andere instellingen, maar ondersteunt ook individuele projecten.

## Bibliotheek
De KITLV Bibliotheek omvat een grote collectie boeken, tijdschriften, documentatie, foto’s, archieven en audiovisueel materiaal. De inhoud van de collecties is te raadplegen via online catalogi en in de bibliotheek.

## Uitgeverij
De KITLV Uitgeverij is gespecialiseerd in het uitgeven van wetenschappelijk werk over Indonesië en de Caraïben. Jaarlijks komen ongeveer twintig titels uit, veelal Engelstalig. Ook worden drie wetenschappelijke tijdschriften uitgegeven, ‘Bijdragen tot de Taal-, Land- en Volkenkunde’ en ‘New West Indian Guide’, digitaal toegankelijk, en in samenwerking met de Stichting Instituut ter Bevordering van de Surinamistiek, OSO.

## Oprichting
Het KITLV is op 4 juni in 1851 in Delft opgericht als Koninklijk Instituut voor de Taal-, Land- en Volkenkunde van Neêrlandsch Indië. In Delft werkte hoogleraar Taco Roorda aan de Koninklijke Academie te Delft en bestond de grootste behoefte aan een infrastructuur voor de Indonesische studiën. In 1864 - toen de Koninklijke Academie geherstructureerd werd en haar academische taken werden toevertrouwd aan de Universiteit Leiden - ging het KITLV in eerste instantie niet mee; het werd overgeplaatst naar Den Haag. Door de aanwezigheid van een universiteitsbibliotheek in Leiden werd de behoefte aan het KITLV in Leiden minder groot geacht. Het was vanaf 1868 samen met het Indisch Genootschap gehuisvest aan de Lange Poten in Den Haag. In 1908 fuseerden beide organisaties en ontstond de Koloniale Bibliotheek. Het instituut was gevestigd in de voormalige bewaarschool van de Maatschappij tot Nut van 't Algemeen aan de Van Galenstraat 14. In 1966 werd het KITLV overgebracht naar Leiden en gehuisvest bij de universiteit. Op 1 juli 2014 werd het beheer van de bibliotheek overgedragen aan de Universitaire Bibliotheken Leiden.

## Vestiging in Jakarta
In 1969 werd een KITLV-vertegenwoordiging in Jakarta opgericht, in het kader van een overeenkomst met Lembaga Ilmu Pengetahuan Indonesia (LIPI, Indonesisch Instituut van Wetenschappen). Op deze vestiging worden publicaties uit Indonesië, Maleisië en Singapore aangekocht en verwerkt voor de bibliotheek van het instituut, worden instituutspublicaties verkocht en wordt oorspronkelijk Nederlandstalig wetenschappelijk werk vertaald in het Indonesisch. Op 1 juli 2014 werd KITLV-Jakarta een onderdeel van de Universitaire Bibliotheken Leiden.

## Meer lezen
Kuitenbrouwer, Maarten, Tussen oriëntalisme en wetenschap. Het Koninklijk Instituut voor Taal-, Land- en Volkenkunde in historisch verband, 1851-2001, Leiden 2001.